# Kup Nogometnog saveza Bjelovarsko-bilogorske županije
Kup Nogometnog saveza Bjelovarsko-bilogorske županije  je nogometno kup-natjecanje za klubove s područja Bjelovarsko-bilogorske županije kojeg organizira Nogometni savez Bjelovarsko-bilogorske županije. 

Pobjednik natjecanja stječe pravo nastupa u Hrvatskom nogometnom kupu. U natjecanju ne sudjeluju klubovi koji imaju izravan plasman u Hrvatski nogometni kup po ostvarenom koeficijentu.

## Dosadašnje završnice
| sezona    | pobjednik        | rezultat završnice | poraženi                   | napomene                                                                              |
| --------- | ---------------- | ------------------ | -------------------------- | ------------------------------------------------------------------------------------- |
| 1994./95. |                  |                    |                            |                                                                                       |
| 1995./96. |                  |                    |                            |                                                                                       |
| 1996./97. |                  |                    |                            |                                                                                       |
| 1997./98. |                  |                    |                            | Daruvar i Mladost-Nada Hrastovac su se plasirali u pretkolo Hrvatskog kupa            |
| 1998./99. |                  |                    |                            | Čazmatrans (Čazma) i Hajduk Hercegovac su se plasirali u pretkolo Hrvatskog kupa      |
| 1999./00. | Bjelovar         |                    |                            |                                                                                       |
| 2000./01. |                  |                    |                            | Bjelovar i Omladinac Ćurlovac su se plasirali u pretkolo Hrvatskog kupa               |
| 2001./02. |                  |                    |                            | Bjelovar i Mladost Ždralovi su se plasirali u pretkolo Hrvatskog kupa                 |
| 2002./03. |                  |                    |                            | Bjelovar i Zdenka Veliki Zdenci su se plasirali u pretkolo Hrvatskog kupa             |
| 2003./04. |                  |                    |                            | Bjelovar i Brestovac (Garešnički Brestovac) su se plasirali u pretkolo Hrvatskog kupa |
| 2004./05. |                  |                    |                            | Bjelovar i Hajduk Hercegovac su se plasirali u pretkolo Hrvatskog kupa                |
| 2005./06. |                  |                    |                            | Bjelovar i Mladost Ždralovi su se plasirali u pretkolo Hrvatskog kupa                 |
| 2006./07. |                  |                    |                            | Bjelovar i Mladost Ždralovi su se plasirali u pretkolo Hrvatskog kupa                 |
| 2007./08. | Garić Garešnica  |                    | Bjelovar                   |                                                                                       |
| 2008./09. |                  |                    |                            | Bjelovar i Mladost Ždralovi su se plasirali u pretkolo Hrvatskog kupa                 |
| 2009./10. | Bjelovar         |                    | Bilogorac Veliko Trojstvo  | igrano u Velikom Trojstvu                                                             |
| 2010./11. | Mladost Ždralovi |                    |                            |                                                                                       |
| 2011./12. |                  |                    |                            | Bjelovar i Mladost Ždralovi su se plasirali u pretkolo Hrvatskog kupa                 |
| 2012./13. | Mladost Ždralovi |                    |                            |                                                                                       |
| 2013./14. | Mladost Ždralovi |                    |                            |                                                                                       |
| 2014./15. | Mladost Ždralovi | 5:4                | Tomislav Berek             | Tomislav domaćin završnice                                                            |
| 2015./16. | Bjelovar         | 3:0                | Mladost Ždralovi           |                                                                                       |
| 2016./17. | Garić Garešnica  | 1:1 (5:4 11 m)     | Bjelovar                   |                                                                                       |
| 2017./18. | Bjelovar         | 4:0                | Garić Garešnica            |                                                                                       |
| 2018./19. | Bjelovar         | 4:2                | Dinamo Predavac            |                                                                                       |
| 2019./20. | Mladost Ždralovi | 3:0                | Bjelovar                   |                                                                                       |
| 2020./21. | Mladost Ždralovi | 0:0 (3:2 11m)      | Bjelovar                   | igrano u Bjelovaru                                                                    |
| 2021./22. | Mladost Ždralovi | 2:0                | Bjelovar                   |                                                                                       |
| 2022./23. | Mladost Ždralovi | 2:2 (4:2 11m)      | Bilogora 91 Grubišno Polje | igrano u Grubišnom Polju                                                              |

## Poveznice
- Hrvatski nogometni kup
- 1. ŽNL Bjelovarsko-bilogorska
- 2. ŽNL Bjelovarsko-bilogorska
- 3. ŽNL Bjelovarsko-bilogorska

## Vanjske poveznice
- Nogometni savez Bjelovarsko-bilogorske županije
- semafor.hns.family